# Pterogenia centralis
Pterogenia centralis är en tvåvingeart som beskrevs av Mario Bezzi 1916. Pterogenia centralis ingår i släktet Pterogenia och familjen bredmunsflugor. Inga underarter finns listade i Catalogue of Life.